# Алмора
Алмора (енгл. Almora), индијски град у истоименом округу у држави Утаранчал.

## Историја
У време британске управе у Индији, Алмора је била важна војна база британске војске. Током Индијског устанка 1857, 66. пук домородачке пешадије (сепоја) Бенгалске армије, стациониран у граду, остао је веран британским властима.

## Демографија
По попису из 2001. године град је имао 30.613 становника.  По последњем попису из 2011. град је имао 34.122 становника, од чега 51 % мушкараца, 5,5 % неписмених и 32 % запослених.